# Посо-Альмонте
Посо-Альмонте (исп. Pozo Almonte) — город в Чили. Административный центр одноименной коммуны и провинции Тамаругаль. Население города — 9 277 человек (2017). Город и коммуна входит в состав провинции Тамаругаль и области Тарапака.
Территория — 13765,8 км². Численность населения — 15 711 жителя (2017). Плотность населения — 1,14 чел./км².

## Расположение
Город расположен в 38 км (52 км по шоссе) на восток от административного центра области города Икике.
Коммуна граничит:
- на севере — коммуна Уара
- на востоке — коммуна Пика
- на юго-востоке — коммуна Ольяке
- на юге — коммуны Калама, Мария-Элена, Токопилья
- на западе — коммуна Икике, Альто-Осписио

## История
С колониальной эпохи Посо-Альмонте был местом размещения различных служб и поставщиком питьевой воды, откуда и произошло его название (Посо — в переводе с испанского «колодец»). В посёлке очень живописные дома и улочки, заполненные торговыми точками.
Коммуна Посо-Альмонте была создана 30 декабря 1927 г. С 8 октября 2007, это столица провинции Тамаругаль.

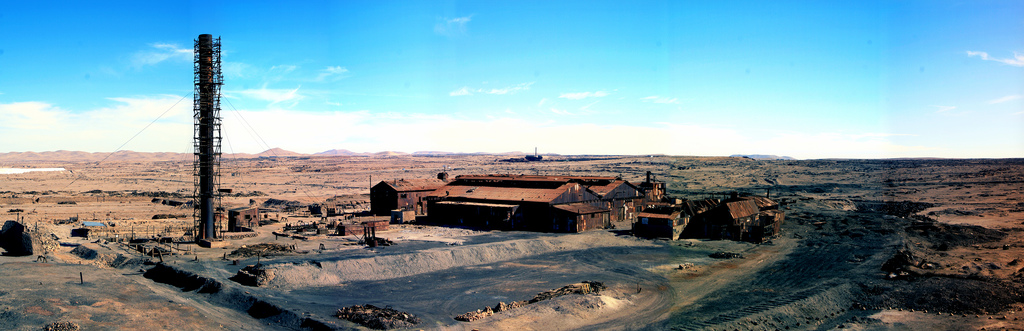
Предприятие Умберстоун

## Экономика
В его окрестностях находятся крупные экс-предприятия по добыче селитры Умберстоун и Санта-Лаура (объявленные ЮНЕСКО Достоянием Человечества в 2006 году) и экс-предприятие Виктория, которое было самым большим из всех, которые существовали, с населением, близким к 10 тыс. жителей.

## Транспорт
Расположенный на Панамериканском шоссе, город является коммуникационным узлом всей провинции. Отсюда идут дороги к медным месторождениям Серро-Колорадо, Сагаска, Кольягуаси и Кебрада-Бланка, к мемориальному кладбищу в Ла-Тирана, к оазису Пика, в геотермальные курорты Маминья и в город Икике.

## Демография
Согласно сведениям, собранным в ходе переписи 2017 г Национальным институтом статистики (INE), население коммуны составляет:
| Полное население                          | Полное население                          | Полное население                          | Полное население                          | Полное население                          | 15 711 |
| ----------------------------------------- | ----------------------------------------- | ----------------------------------------- | ----------------------------------------- | ----------------------------------------- | ------ |
| в том числе:                              | Городское население                       | 10 095                                    | Процент городского населения, %           | 64,25                                     |        |
|                                           | Сельское население                        | 5 616                                     | Процент сельского населения, %            | 35,75                                     |        |
|                                           | Мужское население                         | 8 987                                     | Процент мужского населения, %             | 57,20                                     |        |
|                                           | Женское население                         | 6 724                                     | Процент женского населения, %             | 42,80                                     |        |
| Плотность населения, чел/км²              | Плотность населения, чел/км²              | Плотность населения, чел/км²              | Плотность населения, чел/км²              | Плотность населения, чел/км²              | 1,14   |
| Население коммуны в % к населению области | Население коммуны в % к населению области | Население коммуны в % к населению области | Население коммуны в % к населению области | Население коммуны в % к населению области | 4,75   |

| Динамика изменения населения коммуны | Динамика изменения населения коммуны | Динамика изменения населения коммуны | Динамика изменения населения коммуны |
| ------------------------------------ | ------------------------------------ | ------------------------------------ | ------------------------------------ |
| 1992                                 | 2002                                 | 2012                                 | 2017                                 |
| 6322                                 | 10830▲                               | 11519▲                               | 15711▲                               |

## Важнейшие населенные пункты[4]
| №  | Название         | Название (исп.)  | Статус  | Население чел. (2019) | На карте                        |
| -- | ---------------- | ---------------- | ------- | --------------------- | ------------------------------- |
| 1  | Посо-Альмонте    | Pozo Almonte     | город   | 9277                  | 20°15′33″ ю. ш. 69°47′09″ з. д. |
| 2  | Ла-Тирана        | La Tirana        | поселок | 837                   | 20°20′08″ ю. ш. 69°39′24″ з. д. |
| 3  | Серро-Колорадо   | Cerro Colorado   | шахта   | 631                   | 20°03′49″ ю. ш. 69°16′05″ з. д. |
| 4  | Бакедано         | Baquedano        | поселок | 587                   | 20°08′15″ ю. ш. 69°45′11″ з. д. |
| 5  | Нуэва-Виктория   | Nueva Victoria   | шахта   | 586                   | 20°57′31″ ю. ш. 69°39′47″ з. д. |
| 6  | Санта-Роса       | Santa Rosa       | поселок | 383                   | 20°20′42″ ю. ш. 69°39′10″ з. д. |
| 7  | Ла-Уайка         | La Huayca        | поселок | 287                   | 20°25′51″ ю. ш. 69°33′39″ з. д. |
| 8  | Санта-Эмилия-Сур | Santa Emilia Sur | поселок | 247                   | 20°20′35″ ю. ш. 69°39′40″ з. д. |
| 9  | Маминья          | Mamiña           | поселок | 176                   | 20°04′19″ ю. ш. 69°13′01″ з. д. |
| 10 | Ильпа            | Ilpa             | поселок | 143                   | 20°04′29″ ю. ш. 69°12′43″ з. д. |
| 11 | Колония-Пинтадос | Colonia Pintados | поселок | 143                   | 20°37′53″ ю. ш. 69°34′20″ з. д. |